# Caraguataí
Caraguataí é um distrito do município brasileiro de Jussiape, no interior do estado da Bahia. De acordo com o Instituto Brasileiro de Geografia e Estatística (IBGE), sua população no ano de 2010 era de 2 692 habitantes, sendo 1 308 homens e 1 384 mulheres, possuindo um total de 1 114 domicílios particulares.  Está situado próximo ao leito do rio Água Suja, que deságua proximamente no rio de Contas, e entre Jussiape e a cidade de Abaíra, que se unem pela rodovia estadual BA-148.

## Origem do nome
O lugar era conhecido como Gravatá, passando a se chamar Caraguataí, nome de mesmo significado originário de uma espécie de planta monocotiledônea da família das bromélias, plantas que fazem parte da vegetação natural do distrito, também conhecidas como caravatá, caraguatá, caroá, caroatá, caruatá, caruatá-de-pau, coroá, coroatá, coroá-verdadeiro, craguatá, crauaçu, crauatá, crautá, cravatá, croá, curauá, curuá, curuatá, erva-do-gentio, erva-piteira e gragoa, estes nomes derivam do tupi-guarani e significam "erva de folha fibrosa".

## História

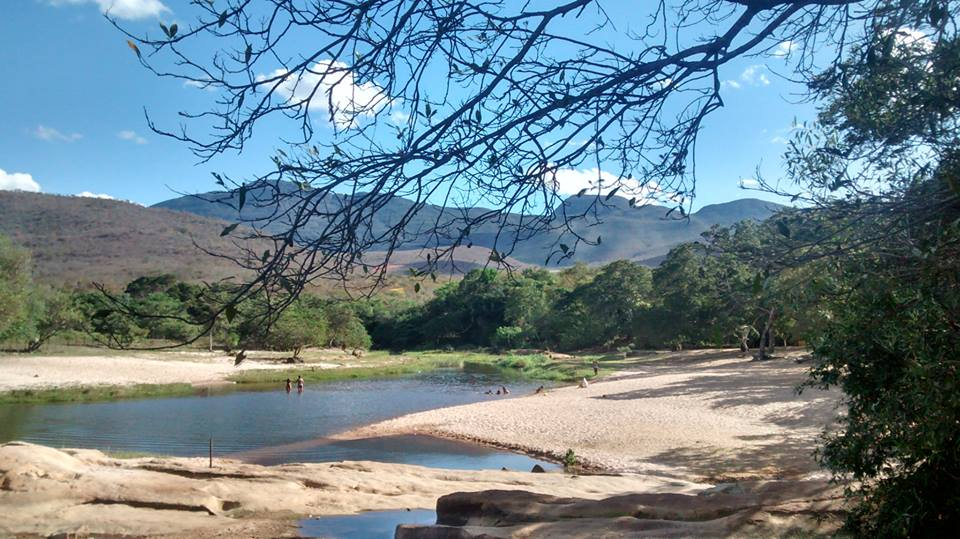
Rio da Barra.

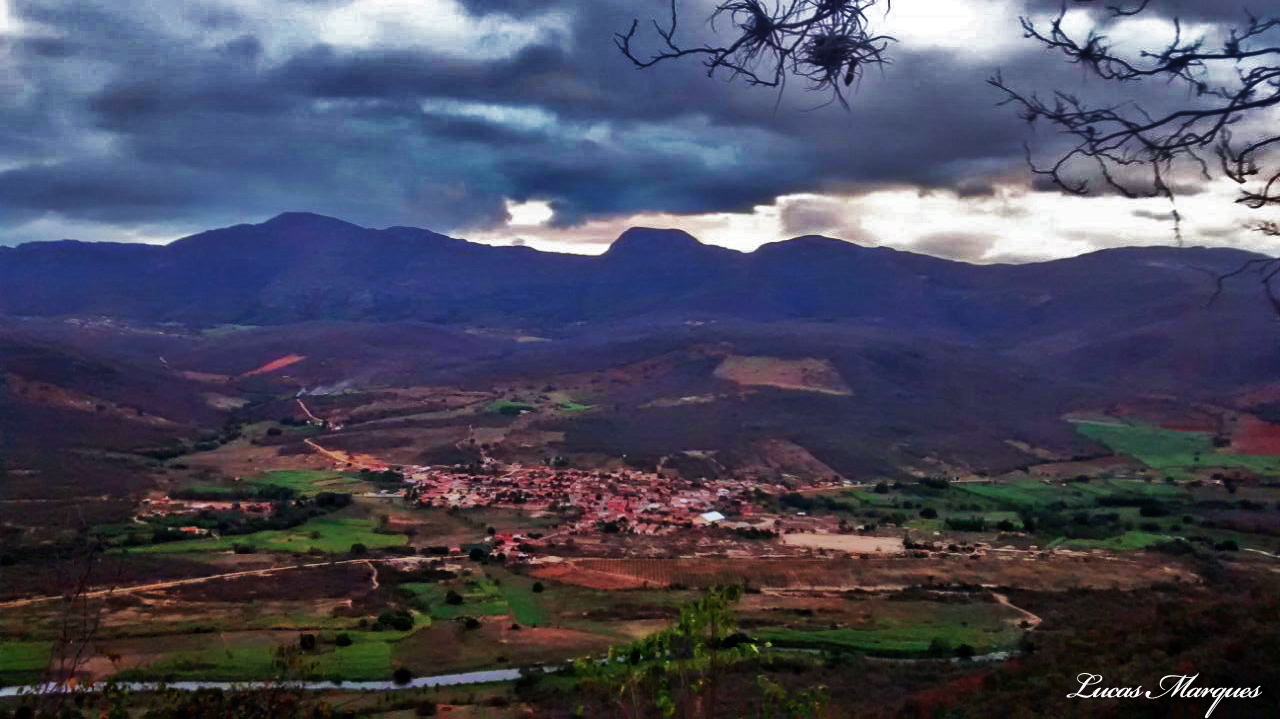
Vista leste de Caraguataí.

### Origens
Passou a se chamar Caraguataí em 1946, quando seu território fazia parte do município de Barra da Estiva. Foi criado oficialmente pela lei estadual n.º 1704, de 9 de julho de 1962 se tornando distrito, junto com a emancipação de Jussiape.
Atualmente são os principais atrativos o Carnaval, o Rio da Barra (balneário de águas cristalinas e praias de água doce), o Cantagalo, o Cruzeiro (marco religioso histórico muito utilizado como mirante) e a Festa de Santo Antônio (festa em louvor a Santo Antônio comemorada desde 1908 com missas, leilões, alvoradas e queima de fogos).